# Xiguantun
Die „Gemeinde Xiguantun der Mongolen und Manju“ (chinesisch 西关屯蒙古族满族乡, Pinyin Xīguāntún Měnggǔzú Mǎnzú Xiāng) ist eine Nationalitätengemeinde im Südwesten des Kreises Kangping der Unterprovinzstadt Shenyang in der nordostchinesischen Provinz Liaoning. Die Gemeinde hat eine Fläche von 103,9 km² und 14.914 Einwohner (Stand: Zensus 2010). Neben der regional üblichen Landwirtschaft (Obst, Mais, Weizen, Gemüse) sind es Betriebe der Massentierhaltung, vor allem Hühner und Schweine, ein Betrieb der Lebensmittelindustrie und ein Windpark, die die Gemeinde ökonomisch prägen.

## Administrative Gliederung
Xiguantun setzt sich aus neun Dörfern zusammen. Diese sind:
- Dorf Xiguantun (西关屯村), Sitz der Gemeinderegierung;
- Dorf Biantaizi (边台子村);
- Dorf Daguangningwopu (大广宁窝堡村);
- Dorf Daxintun (大辛屯村);
- Dorf Heishan (黑山村);
- Dorf Jiangjiagou (姜家沟村);
- Dorf Luojiatun (罗家屯村);
- Dorf Wangshanpu (望山堡村);
- Dorf Xiaoxintun (小辛屯村).